# HoodCelebrityy
Tina Pinnock, (sinh ngày 05 Tháng 7 1991) được biết đến với nghệ danh HoodCelebrityy, là một ca sĩ dancehall người Jamaica và nhạc sĩ đến từ The Bronx, New York hiện đang ký hợp đồng với Epic Records. Cô đã phát hành hai bản mixtape trong năm 2017, Can't Believe It's Just a Girl và Trap Vs. Reggae. Album thứ hai đạt vị trí thứ 9 trên bảng xếp hạng Billboard Reggae Album. Đĩa đơn năm 2017 của cô, "Walking Trophy", đạt vị trí thứ 22 trên bảng xếp hạng R&amp;B/Hip-Hop Airplay.

## Sự nghiệp
Đột phá của HoodCelebrityy vào năm 2015 khi người bạn và cộng tác viên tương lai, Cardi B, đăng bài hát của cô, "Wine Pon It". Bài hát đã lan truyền ngay sau đó. Năm 2016, HoodCelebrityy đã được giới thiệu trong bài hát Jubilee, "Wine Up". Sau đó, cô được ký hợp đồng với công ty quản lý và hãng thu âm, KSR Group. Vào tháng 1 năm 2017, cô xuất hiện trên mixtape của Cardi B, Gangsta Bitch Music, Vol. 2, trong bài hát "Back It Up" trong đó cũng có sự góp mặt của Konshens. Cùng tháng đó, cô đã phát hành đĩa đơn chính, "The Takeover", từ bản mixtape đầu tay của cô, Can't Believe It's Just a Girl. Bản mixtape được phát hành vào mùa xuân năm đó.
Vào tháng 8 năm 2017, HoodCelebrityy đã phát hành bản mixtape thứ hai của cô, Trap Vs. Reggae, trong đó có bài hát "Island Girls", hợp tác với Cardi B và Josh X. Mixtape sau này đạt vị trí thứ 9 trên bảng xếp hạng Billboard Reggae Album. Cuối năm 2017, cô phát hành đĩa đơn "Walking Trophy". Cô cũng được góp mặt trong bản phối lại của bài hát của French Montana, "Famous". Video cho "Walking Trophy" được đạo diễn bởi Mazi O và phát hành vào tháng 2 năm 2018. Bài hát cho đến nay đã đạt đến vị trí thứ 22 trên bảng xếp hạng Billboard R&B/Hip-Hop Airplay.
Vào tháng 5 năm 2018, HoodCelebrityy đã được ký hợp đồng với Epic Records. Cuối tháng đó, cô và Tory Lanez đã xuất hiện trên đường đua Megan Ryte, "On & On". Cô đã biểu diễn tại Summer Jam 2018.